# Ahmednagar
Ahilya Nagar es una ciudad y municipio situada en el distrito de Ahmednagar en el estado de Maharashtra (India). Su población es de 350859 habitantes (2011). El área metropolitana cuenta con 379845 habitantes (2011). Se encuentra a 120 km  al noroeste  km de Pune. 

## Demografía
Según el censo de 2011 la población de Ahmednagar era de 350859 habitantes, de los cuales 178899 eran hombres y 171960 eran mujeres. Ahmednagar tiene una tasa media de alfabetización del 89,79%, superior a la media estatal del 82,34%: la alfabetización masculina es del 93,16%, y la alfabetización femenina del 86,32%.

## Clima
| Parámetros climáticos promedio de Ahmednagar (1981–2010, extremes 1901–2012) | Parámetros climáticos promedio de Ahmednagar (1981–2010, extremes 1901–2012) | Parámetros climáticos promedio de Ahmednagar (1981–2010, extremes 1901–2012) | Parámetros climáticos promedio de Ahmednagar (1981–2010, extremes 1901–2012) | Parámetros climáticos promedio de Ahmednagar (1981–2010, extremes 1901–2012) | Parámetros climáticos promedio de Ahmednagar (1981–2010, extremes 1901–2012) | Parámetros climáticos promedio de Ahmednagar (1981–2010, extremes 1901–2012) | Parámetros climáticos promedio de Ahmednagar (1981–2010, extremes 1901–2012) | Parámetros climáticos promedio de Ahmednagar (1981–2010, extremes 1901–2012) | Parámetros climáticos promedio de Ahmednagar (1981–2010, extremes 1901–2012) | Parámetros climáticos promedio de Ahmednagar (1981–2010, extremes 1901–2012) | Parámetros climáticos promedio de Ahmednagar (1981–2010, extremes 1901–2012) | Parámetros climáticos promedio de Ahmednagar (1981–2010, extremes 1901–2012) | Parámetros climáticos promedio de Ahmednagar (1981–2010, extremes 1901–2012) |
| Mes                                                                          | Ene.                                                                         | Feb.                                                                         | Mar.                                                                         | Abr.                                                                         | May.                                                                         | Jun.                                                                         | Jul.                                                                         | Ago.                                                                         | Sep.                                                                         | Oct.                                                                         | Nov.                                                                         | Dic.                                                                         | Anual                                                                        |
| ---------------------------------------------------------------------------- | ---------------------------------------------------------------------------- | ---------------------------------------------------------------------------- | ---------------------------------------------------------------------------- | ---------------------------------------------------------------------------- | ---------------------------------------------------------------------------- | ---------------------------------------------------------------------------- | ---------------------------------------------------------------------------- | ---------------------------------------------------------------------------- | ---------------------------------------------------------------------------- | ---------------------------------------------------------------------------- | ---------------------------------------------------------------------------- | ---------------------------------------------------------------------------- | ---------------------------------------------------------------------------- |
| Temp. máx. abs. (°C)                                                         | 36.1                                                                         | 38.9                                                                         | 43.2                                                                         | 43.5                                                                         | 44.0                                                                         | 43.3                                                                         | 37.7                                                                         | 39.5                                                                         | 38.2                                                                         | 39.7                                                                         | 35.6                                                                         | 35.6                                                                         | 44.0                                                                         |
| Temp. máx. media (°C)                                                        | 30.1                                                                         | 32.3                                                                         | 35.7                                                                         | 38.6                                                                         | 38.6                                                                         | 33.1                                                                         | 29.7                                                                         | 29.2                                                                         | 29.9                                                                         | 31.8                                                                         | 30.3                                                                         | 29.5                                                                         | 32.4                                                                         |
| Temp. mín. media (°C)                                                        | 11.7                                                                         | 13.3                                                                         | 16.8                                                                         | 20.4                                                                         | 22.5                                                                         | 22.1                                                                         | 21.4                                                                         | 20.9                                                                         | 20.4                                                                         | 18.3                                                                         | 15.0                                                                         | 11.6                                                                         | 17.9                                                                         |
| Temp. mín. abs. (°C)                                                         | 1.8                                                                          | 2.8                                                                          | 7.5                                                                          | 9.5                                                                          | 15.2                                                                         | 17.0                                                                         | 16.5                                                                         | 12.2                                                                         | 10.7                                                                         | 10.6                                                                         | 5.6                                                                          | 3.3                                                                          | 1.8                                                                          |
| Lluvias (mm)                                                                 | 0.3                                                                          | 0.8                                                                          | 1.9                                                                          | 4.1                                                                          | 22.7                                                                         | 124.5                                                                        | 90.9                                                                         | 99.6                                                                         | 186.9                                                                        | 72.0                                                                         | 24.8                                                                         | 6.8                                                                          | 635.4                                                                        |
| Días de lluvias (≥ 1 mm)                                                     | 0.0                                                                          | 0.3                                                                          | 0.3                                                                          | 0.5                                                                          | 1.3                                                                          | 6.4                                                                          | 6.0                                                                          | 5.0                                                                          | 8.8                                                                          | 4.2                                                                          | 1.0                                                                          | 0.4                                                                          | 34.3                                                                         |
| Humedad relativa (%)                                                         | 37                                                                           | 32                                                                           | 26                                                                           | 23                                                                           | 30                                                                           | 58                                                                           | 68                                                                           | 70                                                                           | 68                                                                           | 57                                                                           | 52                                                                           | 43                                                                           | 48                                                                           |
| Fuente: India Meteorological Department                                      |                                                                              |                                                                              |                                                                              |                                                                              |                                                                              |                                                                              |                                                                              |                                                                              |                                                                              |                                                                              |                                                                              |                                                                              |                                                                              |